# Église de la Trinité de Boussagues
Pour les articles homonymes, voir Église de la Trinité.
L'église de la Trinité de Boussagues est située au hameau de Boussagues dans la commune de La Tour-sur-Orb, dans les Hauts cantons de l'Hérault en région Occitanie. Elle est datée du début du XIVe siècle .
Elle est caractérisée par une architecture gothique méridionale.

## Dimensions
- Longueur : 21,80 m
- Largeur : 8,60 m
- Hauteur visible : 8 m

## Description

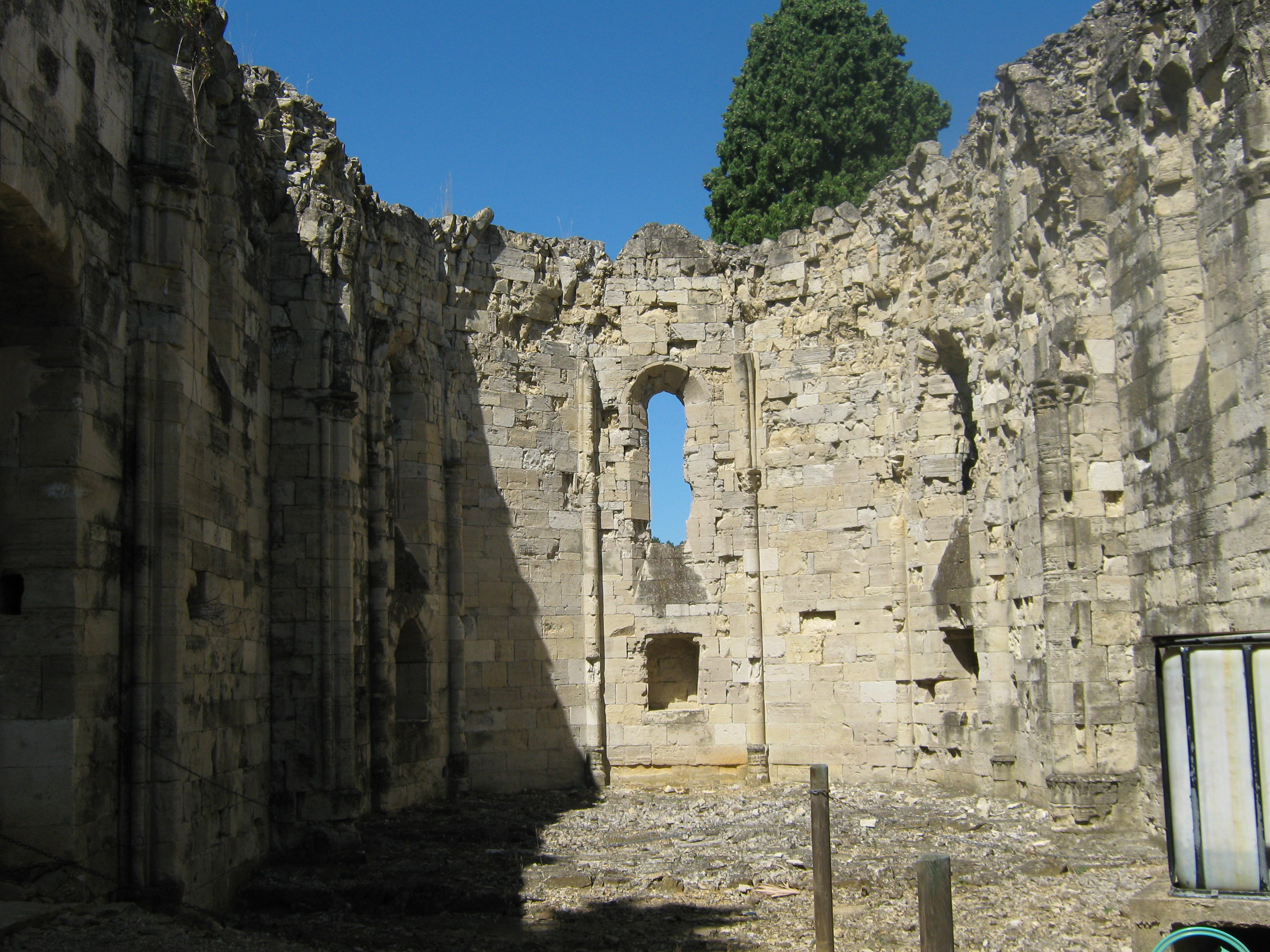
Vue de la nef vers l'abside.

L'édifice est bâti pratiquement sur le rocher, il présente une nef de quatre travées, suivie d'une travée réduite en largeur et une abside à cinq pans. Les murs extérieurs sont flanqués de contreforts.
La nef présente deux portails, un au sud menant sur la route, l'autre au nord menant dans l'actuel cimetière communal. Les ouvertures en plein cintre sont rares et étroites ; la nef possède une ouverture par travée et l'abside trois.
La pierre locale utilisé est un calcaire blanc très fin. L'appareillage est irrégulier. 
Des trous de barre de fermetures sont aménagés dans les murs contigus aux portails. 
La pierre utilisée vieillit très mal, et outre l'érosion, l'édifice a subi des destructions dues aux nettoyages et interventions de « chercheur ».

## Décoration

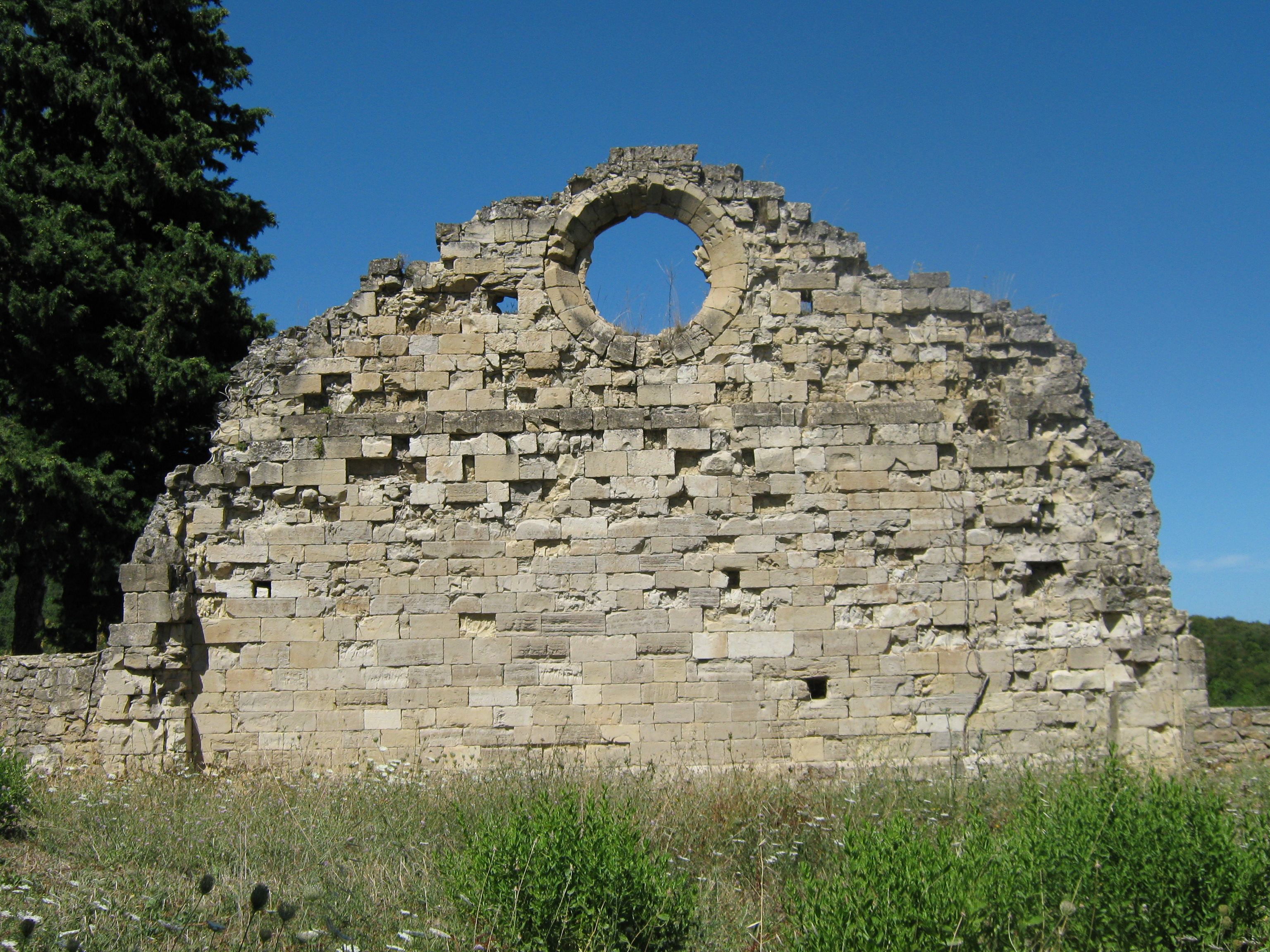
Façade Ouest
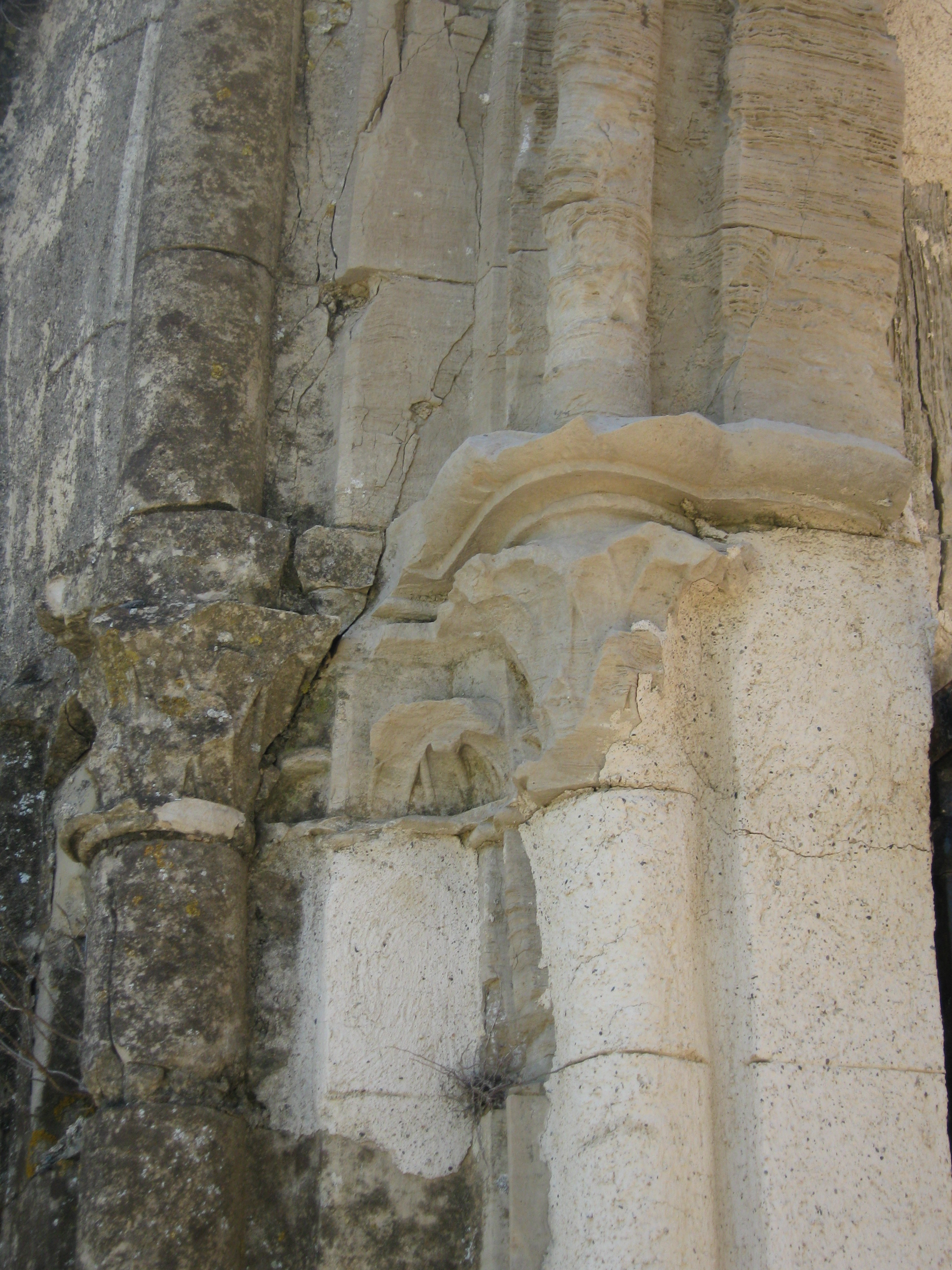
Moulures du portail
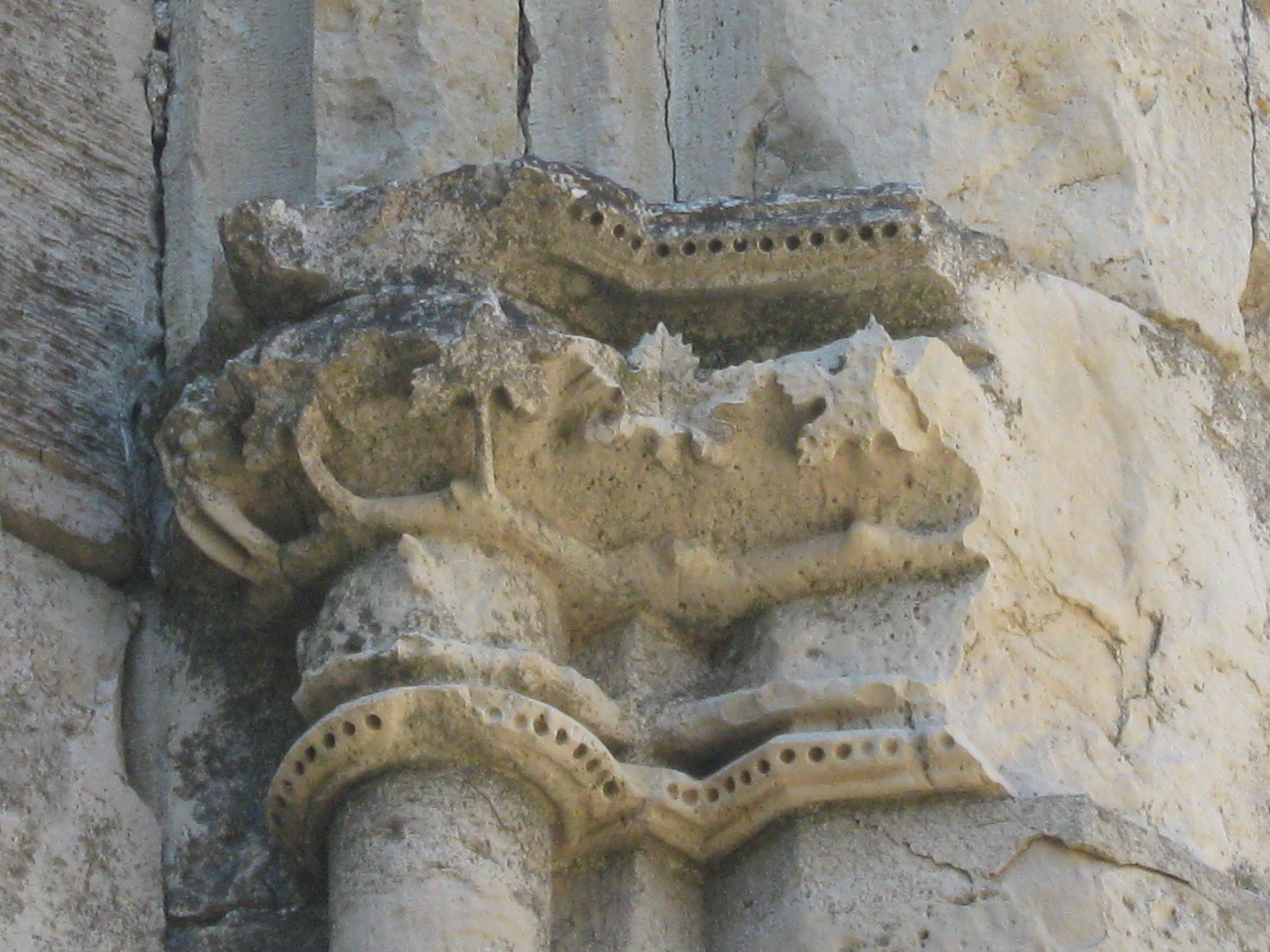
Chapiteau de la nef. Utilisation du trépan pour les trous.

La décoration est inexistante à l’extérieur sauf sur le portail sud et une rose dans le mur ouest.
La rose a peut-être possédé six lobes. 
Le portail sud possède une voussure moulurée supportée par des chapiteaux à feuillages en crochets.
L'intérieur présente un décor sur les piliers, chapiteaux et arcs doubleaux. Certains chapiteaux présentent un décor végétal avec une flore stylisée, d'autre une flore naturalisée où il y a utilisation du trépan.
La nef présente des départs d'arcs doubleaux, aucun arc de croisée d'ogive n'est visible. La nef n'a pas reçu de voûte contrairement à l'abside qui conserve des traces.
Les moulures des piliers sont constituées d'une section octogonale. De chaque côté se trouve un tore circulaire outrepassé.

La base possède une collerette soutenue par de petits modillons.
 

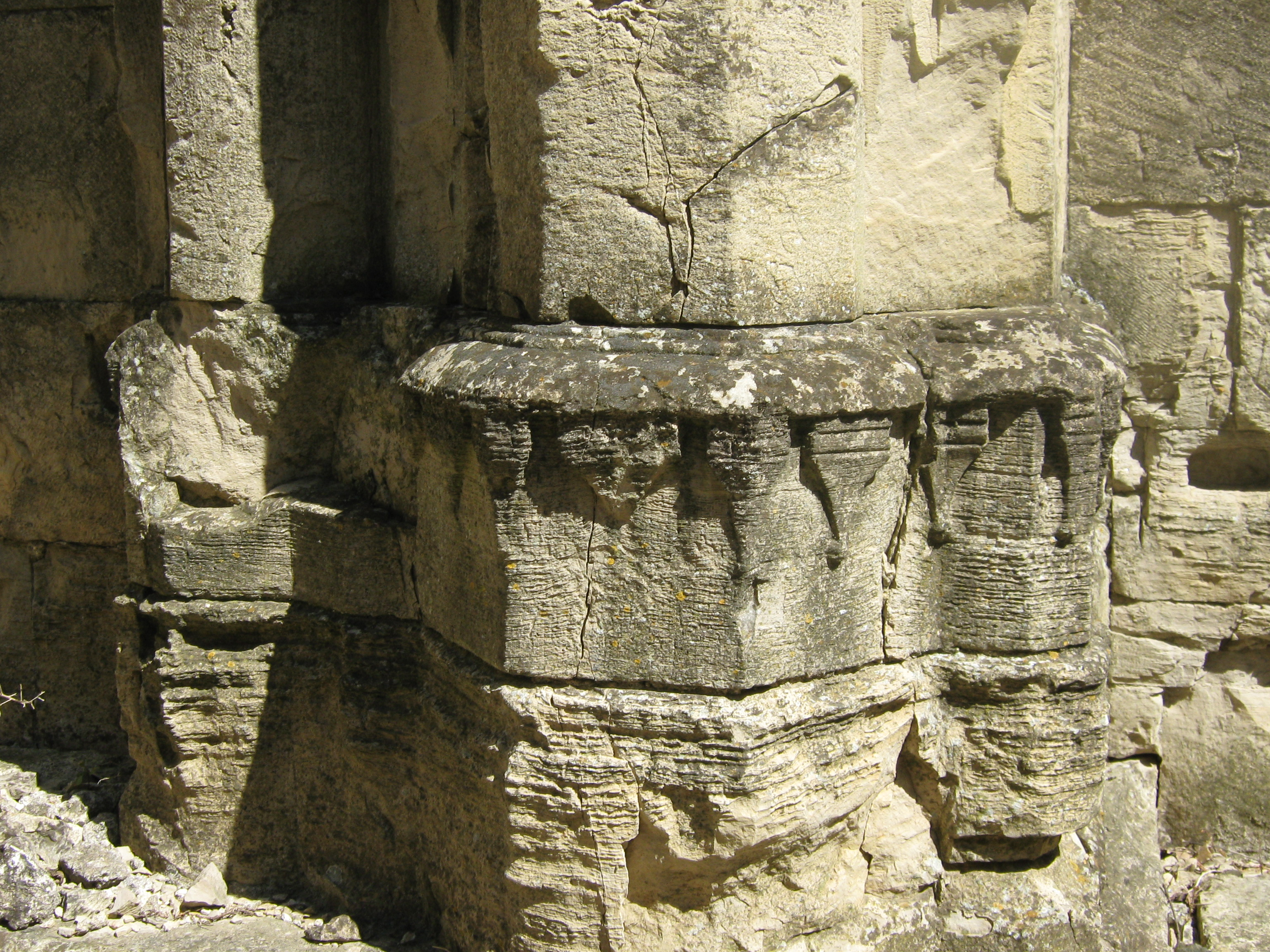
Base du pilier nef/abside, avec modillons.

Les arcs formerets de l'abside reposent sur des restes de culs-de-lampe, tandis que les arcs ogivaux retombent sur un chapiteau d'une colonne engagée.

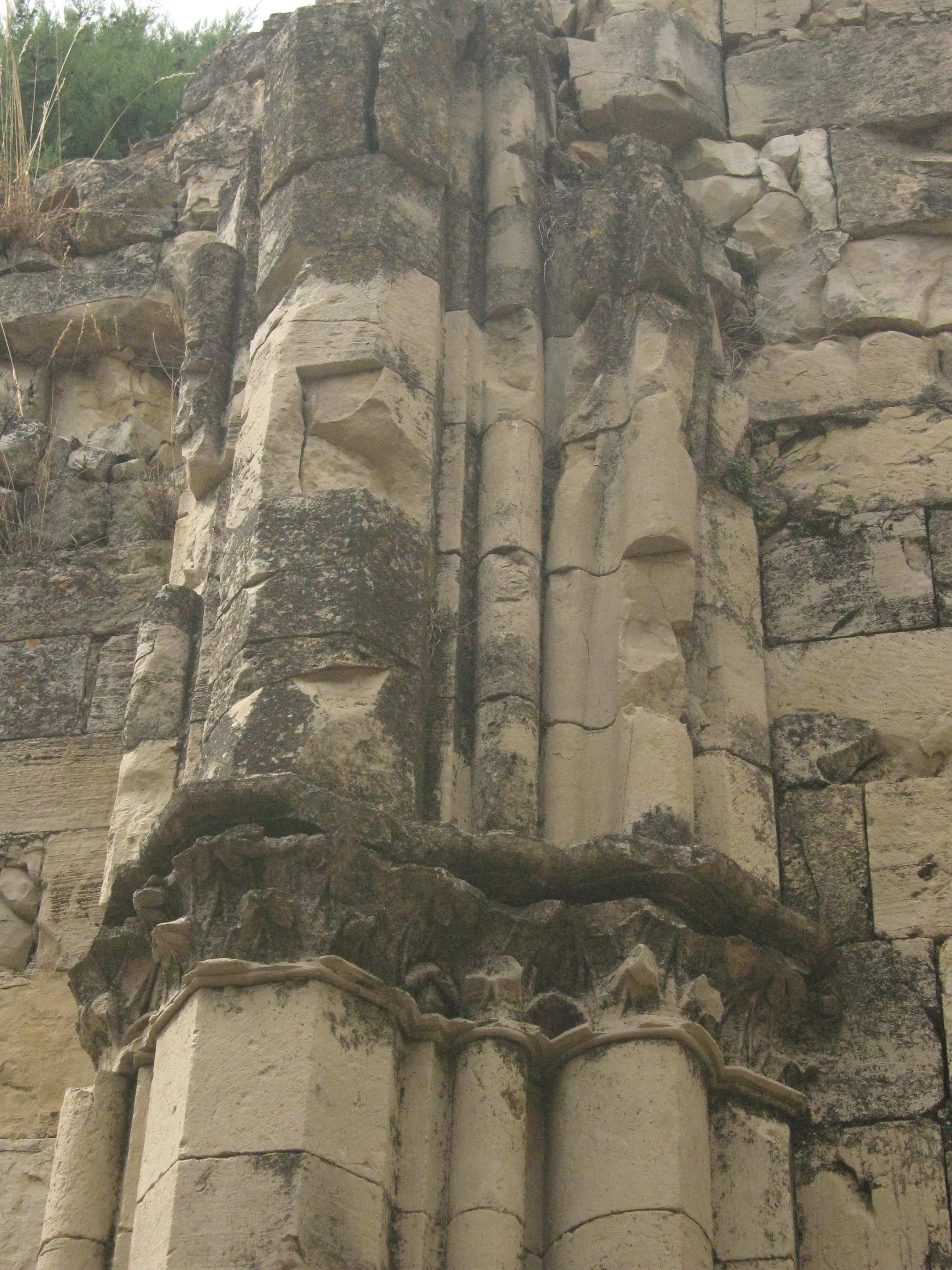
Chapiteau et départ d'ogives du pilier nef/abside.